# Bruce Derlin
Bruce Derlin, né le 28 novembre 1961 à Sydney, est un ancien joueur de tennis professionnel néo-zélandais.

## Carrière
Durant sa carrière, il a remporté 5 tournois Challenger en double (Lisbonne en 1986, Rio de Janeiro en 1988, Pékin en 1989, Bangkok en 1990 et Auckland en 1991) et un en simple à Barà en 1981.
Dans les tournois ATP, il atteint la finale du Tournoi de Florence en double en 1985 et les demi-finales à Bordeaux en simple en 1987.
Il est membre régulier de l'équipe de Nouvelle-Zélande de Coupe Davis entre 1986 et 1988. Cette année-là, l'équipe affronte la Suède au 1er tour du groupe mondial. Il perd le premier simple face à Anders Järryd (14-12, 6-2, 6-4) et le cinquième sans enjeu contre Stefan Edberg (6-1, 6-2).

## Palmarès

### Finale en double messieurs
| No | Date       | Nom et lieu du tournoi                 | Catégorie | Dotation | Surface      | Vainqueurs                 | Partenaire     | Score    |  |
| -- | ---------- | -------------------------------------- | --------- | -------- | ------------ | -------------------------- | -------------- | -------- |  |
| 1  | 20-05-1985 | Tournoi de tennis de Florence Florence |           | 80 000 $ | Terre (ext.) | David Graham Laurie Warder | Carl Limberger | 6-1, 6-1 |  |

## Parcours dans les tournois duGrand Chelem

### En simple
| Année | Open d'Australie | Open d'Australie | Internationaux de France | Internationaux de France | Wimbledon       | Wimbledon     | US Open | US Open | Open d'Australie | Open d'Australie |
| ----- | ---------------- | ---------------- | ------------------------ | ------------------------ | --------------- | ------------- | ------- | ------- | ---------------- | ---------------- |
| 1982  | n.o.             | n.o.             | 1er tour (1/64)          | L. Courteau              | 2e tour (1/32)  | V. Gerulaitis | —       | —       | 2e tour (1/32)   | D. Keretić       |
| 1983  | n.o.             | n.o.             | —                        | —                        | —               | —             | —       | —       | 2e tour (1/32)   | B. Teacher       |
| 1984  | n.o.             | n.o.             | —                        | —                        | —               | —             | —       | —       | 3e tour (1/16)   | J. Kriek         |
| 1985  | n.o.             | n.o.             | 1er tour (1/64)          | M. Schapers              | 1er tour (1/64) | R. Krishnan   | —       | —       | 1er tour (1/64)  | C. Steyn         |
| 1986  | n.o.             | n.o.             | —                        | —                        | —               | —             | —       | —       | n.o.             | n.o.             |
| 1987  | 2e tour (1/32)   | T. Champion      | —                        | —                        | —               | —             | —       | —       | n.o.             | n.o.             |
| 1988  | 1er tour (1/64)  | J. Svensson      | —                        | —                        | —               | —             | —       | —       | n.o.             | n.o.             |

N.B. : à droite du résultat se trouve le nom de l'ultime adversaire.

### En double
| Année | Open d'Australie           | Open d'Australie            | Internationaux de France     | Internationaux de France | Wimbledon                 | Wimbledon               | US Open | US Open | Open d'Australie              | Open d'Australie       |
| ----- | -------------------------- | --------------------------- | ---------------------------- | ------------------------ | ------------------------- | ----------------------- | ------- | ------- | ----------------------------- | ---------------------- |
| 1982  | n.o.                       | n.o.                        | 1er tour (1/32) D. Keretić   | J. Alexander P. Cash     | 1er tour (1/32) M. Doyle  | B. Drewett Z. Kuharszky | —       | —       | 2e tour (1/16) D. Mustard     | B. Maze H. Pfister     |
| 1983  | n.o.                       | n.o.                        | 1er tour (1/32) S. Krulevitz | R. Crowley R. Evett      | —                         | —                       | —       | —       | 2e tour (1/16) J. Bates       | A. Järryd H. Simonsson |
| 1984  | n.o.                       | n.o.                        | 1er tour (1/32) J. Smith     | D. Bedel P. Portes       | —                         | —                       | —       | —       | 2e tour (1/16) H. Van Boeckel | J. Nyström M. Wilander |
| 1985  | n.o.                       | n.o.                        | —                            | —                        | 1er tour (1/32) D. Cahill | P. Složil T. Šmíd       | —       | —       | 1er tour (1/32) D. Mustard    | D. Cassidy T. Warneke  |
| 1986  | n.o.                       | n.o.                        | 1er tour (1/32) D. Felgate   | T. Nijssen J. Vekemans   | —                         | —                       | —       | —       | n.o.                          | n.o.                   |
| 1987  | 1er tour (1/32) R. Simpson | G. Connell C. Kennedy       | —                            | —                        | —                         | —                       | —       | —       | n.o.                          | n.o.                   |
| 1988  | 2e tour (1/16) S. Guy      | P. Annacone C. van Rensburg | —                            | —                        | —                         | —                       | —       | —       | n.o.                          | n.o.                   |
| 1989  | 1/8 de finale J. Canter    | J. Kriek W. Masur           | —                            | —                        | —                         | —                       | —       | —       | n.o.                          | n.o.                   |
| 1990  | 1er tour (1/32) S. Guy     | T. Woodbridge S. Youl       | 1er tour (1/32) N. Fulwood   | J. Rive L. Shiras        | 1/8 de finale J. Canter   | J. Bates K. Curren      | —       | —       | n.o.                          | n.o.                   |
| 1991  | 1er tour (1/32) J. Canter  | B. Garrow B. Pearce         | —                            | —                        | —                         | —                       | —       | —       | n.o.                          | n.o.                   |

N.B. : le nom du ou de la partenaire se trouve sous le résultat ; le nom des ultimes adversaires se trouve à droite.